# Cryptus viduatorius
Cryptus viduatorius ist eine Schlupfwespenart aus der Tribus Cryptini innerhalb der Unterfamilie der Cryptinae. Ein Synonym ist Itamoplex viduatorius Fabricius, 1804.

## Merkmale
Die Schlupfwespen sind 8–12 mm lang. Die Färbung der Schlupfwespen ist teils stark variabel, so dass mehrere Unterarten beschrieben wurden, bei denen es sich jedoch nach Schwarz (2015) um individuelle Variationen handelt. Der Gaster der Weibchen ist meist schwarz, ein weißer Fühlerring kann vorhanden sein, oder auch fehlen.
Die folgende Beschreibung basiert auf dem Bestimmungsschlüssel von Schwarz (2015). Für die Weibchen gilt: Die Stirn ist ohne dorsoventrale Wülste oberhalb der Fühlerbasen. Kopf und Mesoscutum sind ohne Orangefärbung, ganz oder überwiegend schwarz. Das Pronotum ist lateral oben manchmal mit weißem Streifen. Das Scutellum (Schildchen) ist lateral nur an der Basis mit einer Leiste begrenzt. Der Gaster ist schwarz, höchstens ein schmaler Hinterrand einiger Tergite ist orange. Das Propodeum ist ohne zahnförmige Fortsätze. Die Vorderflügel sind hinter dem Pterostigma ohne einer dunklen Binde. Die hinteren Femora sind orange und apikal nicht oder nur schmal schwarz. Die vordere Querleiste am Propodeum ist zumindest teilweise vorhanden. Die hintere Querleiste am Propodeum ist unterschiedlich ausgebildet, häufig median nur schwach entwickelt und meist mit deutlichen Winkeln. Die Stigmen am Propodeum sind 1,8–3,0-mal so lang wie breit, meist vergleichsweise schmal und oft dorsal stärker verschmälert als ventral. Das Scutellum ist variabel gefärbt, entweder schwarz oder mit weißer Färbung. Das dritte Fühlerglied (ohne Anellus) ist 5,0–7,5-mal so lang wie breit. Der Dorsalrand der Bohrerspitze in Seitenansicht ist nach hinten deutlich abfallend und subapikal nicht gekrümmt. Die vorderen Tibien sind schwach oder stark verbreitert. Die Metapleuren sind relativ fein gerunzelt. Die Bohrerklappen sind 1,1–1,2-mal so lang wie die hinteren Tibien. Die Bohrerspitze ist 4,1–4,5-mal so lang wie hoch. Die vorderen Tibien sind stark erweitert, etwa so breit wie die vorderen Femora. Das Scutellum ist meist mit einem großen weißen Fleck, seltener ist dieser klein oder ganz fehlend. Die Tegulae sind meist ganz, seltener nur teilweise weiß. Die Axillarader im Hinterflügel ist apikal zum Flügelhinterrand gekrümmt.
Arten mit ähnlichen Weibchen sind Cryptus adelungi, Cryptus spiralis und Cryptus spissus. Im Gegensatz zu diesen hat das Weibchen von C. viduatorius relativ kurze Bohrerklappen, eine längere Bohrerspitze sowie stark verbreiterte vordere Tibien.
Für die Männchen gilt nach Schwarz (2015): Die Clasper sind dorsal ohne Erweiterung. Im Falle, dass der Gaster schwarz ist, sind die hinteren Tibien apikal sowie die Hintertarsen ausgedehnt schwarz. Das zweite Gastertergit weist keine deutliche Punktierung auf. Im Falle, dass mindestens zwei Gastertergite orange gefärbt sind, gilt folgende Merkmalskombination. Der Thorax ist fast stets mit weißer Zeichnung, weiß sind meist unter anderen Scutellum, Tegulae und Subtegularwulst. Ein weißer Fleck in der Gesichtsmitte ist höher als breit. Die hinteren Femora sind ganz orange oder apikal verdunkelt. Die hinteren Tibien sind basal ausgedehnt hell orange. Die hinteren Tarsen sind selten mit weißem Ring.

## Verbreitung
Die Schlupfwespenart ist in der westlichen Paläarktis verbreitet. In Europa ist sie weit verbreitet. Sie ist auch auf den Britischen Inseln vertreten. Im Osten reicht das Vorkommen über Kleinasien und den Kaukasus (Georgien) bis nach Sibirien und Zentralasien (Tadschikistan) sowie bis in den Iran.

## Lebensweise
In Baden wurde die Art von der Oberrheinebene bis in die mittleren Schwarzwaldlagen beobachtet. Die Flugzeiten der Weibchen dauerten von Ende Juni bis Anfang Oktober, die der Männchen von Ende Mai bis Mitte Juli. Als Wirte von Cryptus viduatorius werden eine Reihe von Insekten genannt, darunter der Kleine Pappelbock aus der Familie der Bockkäfer, der Rübenzünsler aus der Familie der Crambidae, der Frühlings-Kreuzflügel aus der Familie der Spanner, die Achateule aus der Familie Eulenfalter sowie der Springwurm aus der Familie der Wickler.

## Bilder

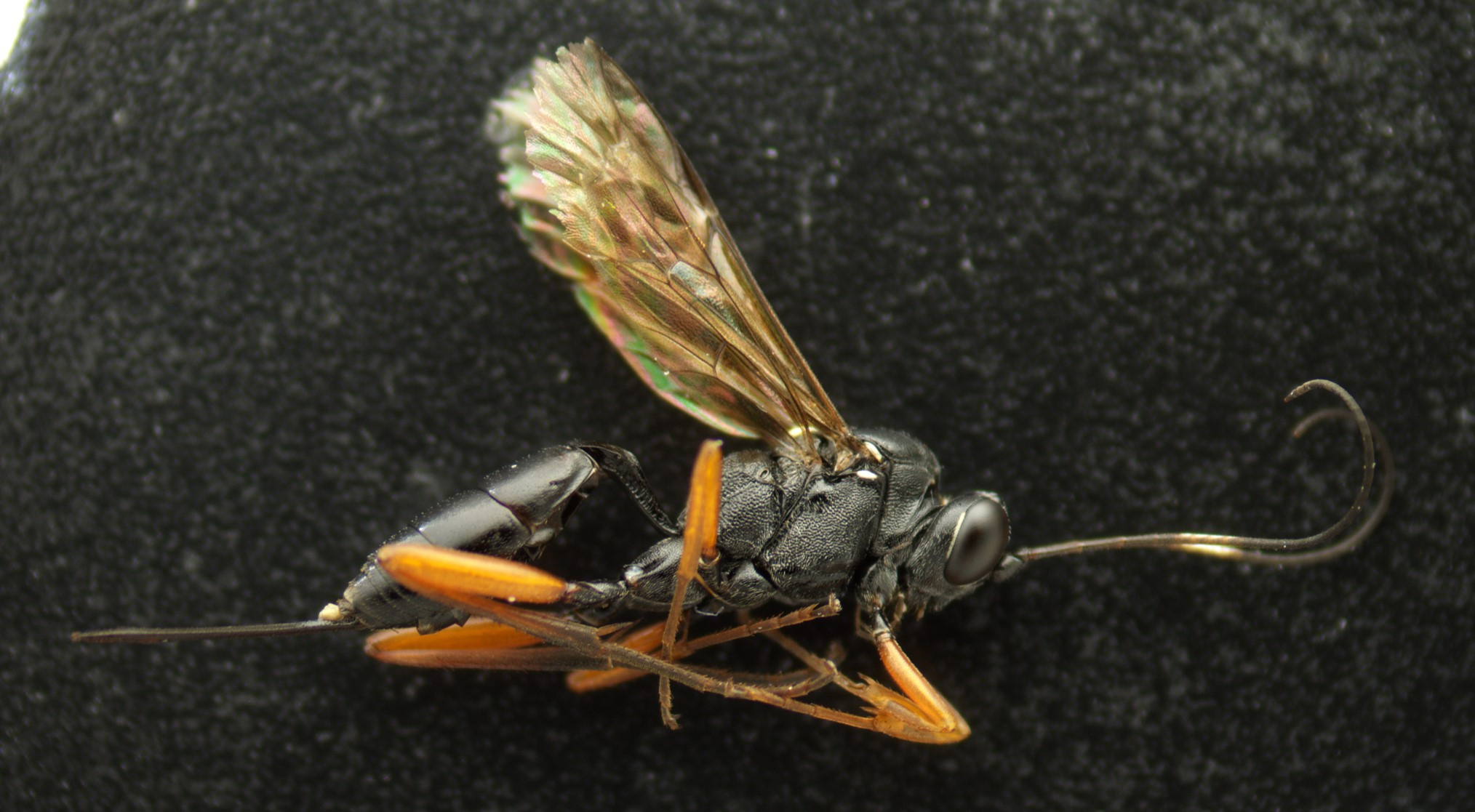
Seitenansicht
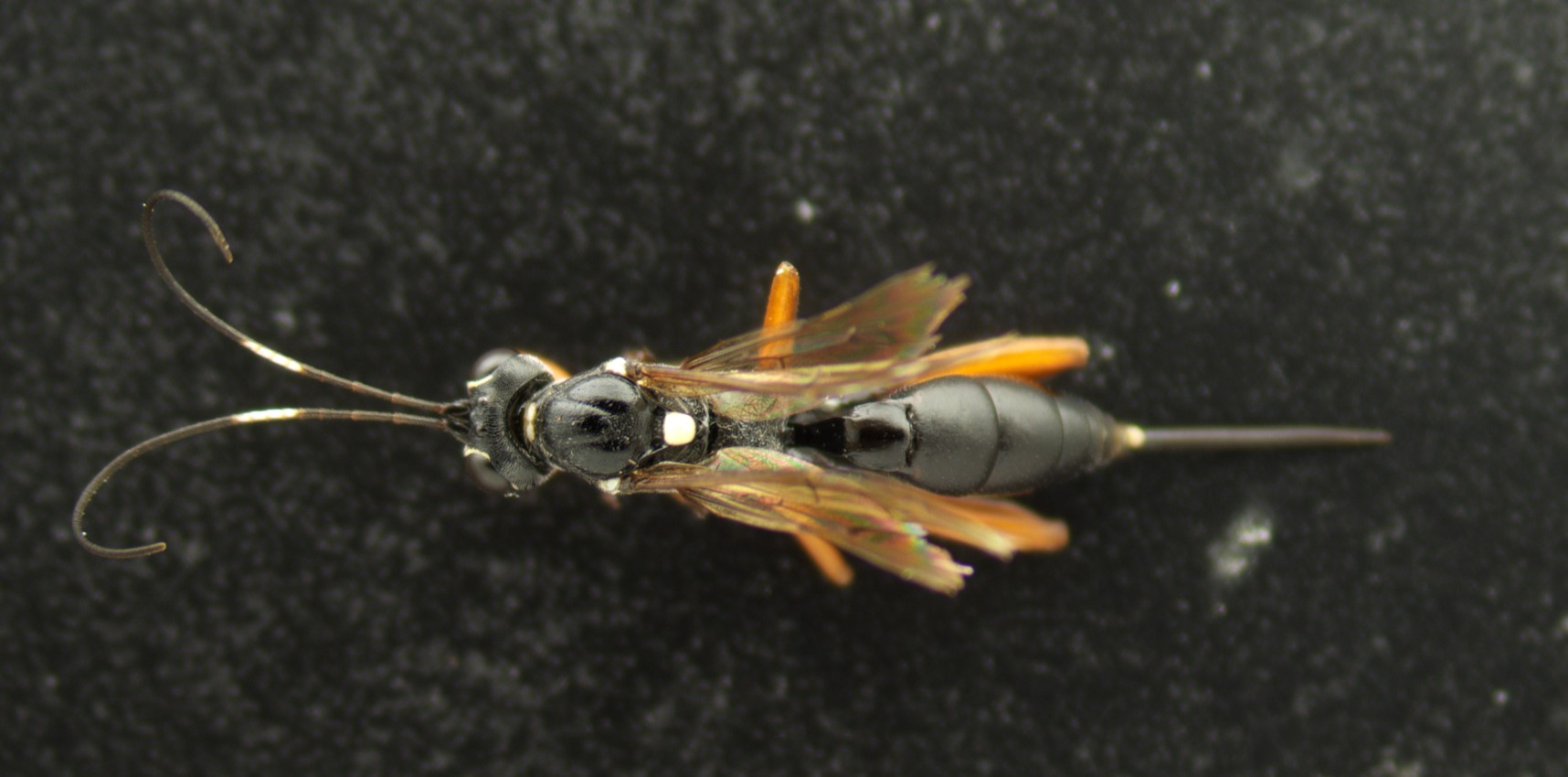
Dorsalansicht
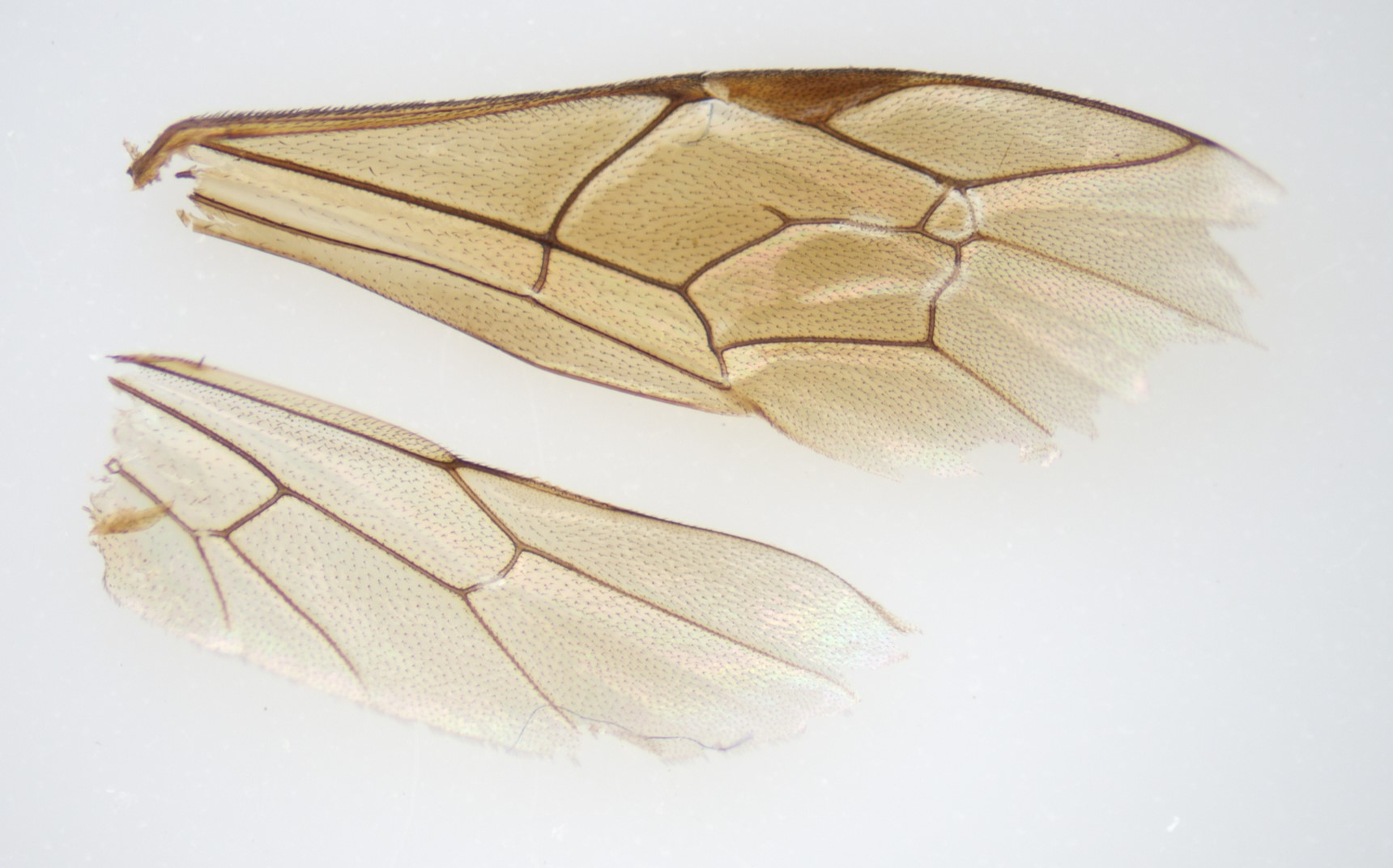
Flügel